# 1374
Il 1374 (MCCCLXXIV in numeri romani) è un anno  del XIV secolo.

## Eventi
- Ebbe luogo la Piaga del ballo, che coinvolse molte città del moderno Belgio, della Francia nordorientale e del Lussemburgo.

## Nati
- 11 aprile - Ruggero Mortimer, IV conte di March, nobile britannico († 1398)
- 8 ottobre - Margherita di Borgogna, principessa († 1441)
- 26 novembre - Jurij di Zvenigorod, principe russo († 1434)
- Giorgio Corner, politico e militare italiano († 1439)
- Edvige di Polonia, regina ungherese († 1399)
- Eleonora d'Alburquerque, regina († 1435)
- Elisabetta Visconti, nobile († 1432)
- Giovanni III di Baviera-Straubing, vescovo cattolico tedesco († 1425)
- Thomas Holland, I duca di Surrey, nobile inglese († 1400)
- Zanobi Magnolino, scacchista italiano
- Teodoro di Mark, conte († 1398)
- Guarino Veronese, poeta e umanista italiano († 1460)
- Pier Maria I de' Rossi, nobile italiano († 1438)
- Costanza di York, nobile inglese († 1416)

## Morti
- 6 gennaio - Andrea Corsini, religioso italiano (n. 1301)
- 19 gennaio - Alvise Forzatè, nobile e politico italiano
- 19 febbraio - Sancho d'Alburquerque, conte spagnolo (n. 1342)
- 12 marzo - Go-Kōgon, imperatore giapponese (n. 1338)
- 9 aprile - Antonio Pavoni, presbitero italiano (n. 1325)
- 15 aprile - Jean de La Tour, cardinale francese
- 23 aprile - Boghislao V di Pomerania, nobile tedesco
- 28 aprile - Guillaume de la Jugée, cardinale francese (n. 1317)
- 5 giugno - William Whittlesey, arcivescovo cattolico inglese
- 6 giugno - Rinaldo Orsini, cardinale italiano
- 17 giugno - Bertrand de Cosnac, cardinale, vescovo cattolico e diplomatico francese
- 29 giugno - Jan Milič, religioso e scrittore ceco
- 19 luglio - Francesco Petrarca, scrittore, poeta e filosofo italiano (n. 1304)
- 21 agosto - Giovanna de Castro, nobile
- 27 ottobre - Gongmin di Goryeo, re coreano (n. 1330)
- 25 novembre - Filippo II d'Angiò, principe italiano (n. 1329)
- 1º dicembre - Magnus IV di Svezia, re svedese (n. 1316)
- 28 dicembre - Feltrino Gonzaga, condottiero italiano
- Raymond Berenger
- Ambrogio Boccanegra, ammiraglio italiano
- Paolo dell'Abbaco, matematico, astronomo e poeta italiano (n. 1282)
- Neri di Fioravante, architetto italiano
- Gao Qi, poeta e scrittore cinese (n. 1336)
- Giovanna di Fiandra, nobildonna
- Giovanni IV di Werle, principe
- Pedro Gómez Barroso il Giovane, cardinale e arcivescovo cattolico spagnolo
- Niccolò I Malatesta, condottiero italiano
- Mari Djata II, imperatore maliano
- Ni Zan, pittore e monaco taoista cinese (n. 1301)
- Francesco II Ordelaffi, nobile
- Savcı Bey, principe ottomano
- Giovanni da Camino, vescovo cattolico, teologo e predicatore italiano

## Calendario
| Calendario 1374 | Calendario 1374 | Calendario 1374 | Calendario 1374 | Calendario 1374 | Calendario 1374 | Calendario 1374 | Calendario 1374 | Calendario 1374 | Calendario 1374 | Calendario 1374 | Calendario 1374 | Calendario 1374 | Calendario 1374 | Calendario 1374 | Calendario 1374 | Calendario 1374 | Calendario 1374 | Calendario 1374 | Calendario 1374 | Calendario 1374 | Calendario 1374 | Calendario 1374 | Calendario 1374 | Calendario 1374 | Calendario 1374 | Calendario 1374 | Calendario 1374 | Calendario 1374 | Calendario 1374 | Calendario 1374 | Calendario 1374 | Calendario 1374 |
| --------------- | --------------- | --------------- | --------------- | --------------- | --------------- | --------------- | --------------- | --------------- | --------------- | --------------- | --------------- | --------------- | --------------- | --------------- | --------------- | --------------- | --------------- | --------------- | --------------- | --------------- | --------------- | --------------- | --------------- | --------------- | --------------- | --------------- | --------------- | --------------- | --------------- | --------------- | --------------- | --------------- |
|                 | 1               | 2               | 3               | 4               | 5               | 6               | 7               | 8               | 9               | 10              | 11              | 12              | 13              | 14              | 15              | 16              | 17              | 18              | 19              | 20              | 21              | 22              | 23              | 24              | 25              | 26              | 27              | 28              | 29              | 30              | 31              |                 |
| Gennaio         | Do              | Lu              | Ma              | Me              | Gi              | Ve              | Sa              | Do              | Lu              | Ma              | Me              | Gi              | Ve              | Sa              | Do              | Lu              | Ma              | Me              | Gi              | Ve              | Sa              | Do              | Lu              | Ma              | Me              | Gi              | Ve              | Sa              | Do              | Lu              | Ma              |                 |
| Febbraio        | Me              | Gi              | Ve              | Sa              | Do              | Lu              | Ma              | Me              | Gi              | Ve              | Sa              | Do              | Lu              | Ma              | Me              | Gi              | Ve              | Sa              | Do              | Lu              | Ma              | Me              | Gi              | Ve              | Sa              | Do              | Lu              | Ma              |                 |                 |                 |                 |
| Marzo           | Me              | Gi              | Ve              | Sa              | Do              | Lu              | Ma              | Me              | Gi              | Ve              | Sa              | Do              | Lu              | Ma              | Me              | Gi              | Ve              | Sa              | Do              | Lu              | Ma              | Me              | Gi              | Ve              | Sa              | Do              | Lu              | Ma              | Me              | Gi              | Ve              |                 |
| Aprile          | Sa              | Do              | Lu              | Ma              | Me              | Gi              | Ve              | Sa              | Do              | Lu              | Ma              | Me              | Gi              | Ve              | Sa              | Do              | Lu              | Ma              | Me              | Gi              | Ve              | Sa              | Do              | Lu              | Ma              | Me              | Gi              | Ve              | Sa              | Do              |                 |                 |
| Maggio          | Lu              | Ma              | Me              | Gi              | Ve              | Sa              | Do              | Lu              | Ma              | Me              | Gi              | Ve              | Sa              | Do              | Lu              | Ma              | Me              | Gi              | Ve              | Sa              | Do              | Lu              | Ma              | Me              | Gi              | Ve              | Sa              | Do              | Lu              | Ma              | Me              |                 |
| Giugno          | Gi              | Ve              | Sa              | Do              | Lu              | Ma              | Me              | Gi              | Ve              | Sa              | Do              | Lu              | Ma              | Me              | Gi              | Ve              | Sa              | Do              | Lu              | Ma              | Me              | Gi              | Ve              | Sa              | Do              | Lu              | Ma              | Me              | Gi              | Ve              |                 |                 |
| Luglio          | Sa              | Do              | Lu              | Ma              | Me              | Gi              | Ve              | Sa              | Do              | Lu              | Ma              | Me              | Gi              | Ve              | Sa              | Do              | Lu              | Ma              | Me              | Gi              | Ve              | Sa              | Do              | Lu              | Ma              | Me              | Gi              | Ve              | Sa              | Do              | Lu              |                 |
| Agosto          | Ma              | Me              | Gi              | Ve              | Sa              | Do              | Lu              | Ma              | Me              | Gi              | Ve              | Sa              | Do              | Lu              | Ma              | Me              | Gi              | Ve              | Sa              | Do              | Lu              | Ma              | Me              | Gi              | Ve              | Sa              | Do              | Lu              | Ma              | Me              | Gi              |                 |
| Settembre       | Ve              | Sa              | Do              | Lu              | Ma              | Me              | Gi              | Ve              | Sa              | Do              | Lu              | Ma              | Me              | Gi              | Ve              | Sa              | Do              | Lu              | Ma              | Me              | Gi              | Ve              | Sa              | Do              | Lu              | Ma              | Me              | Gi              | Ve              | Sa              |                 |                 |
| Ottobre         | Do              | Lu              | Ma              | Me              | Gi              | Ve              | Sa              | Do              | Lu              | Ma              | Me              | Gi              | Ve              | Sa              | Do              | Lu              | Ma              | Me              | Gi              | Ve              | Sa              | Do              | Lu              | Ma              | Me              | Gi              | Ve              | Sa              | Do              | Lu              | Ma              |                 |
| Novembre        | Me              | Gi              | Ve              | Sa              | Do              | Lu              | Ma              | Me              | Gi              | Ve              | Sa              | Do              | Lu              | Ma              | Me              | Gi              | Ve              | Sa              | Do              | Lu              | Ma              | Me              | Gi              | Ve              | Sa              | Do              | Lu              | Ma              | Me              | Gi              |                 |                 |
| Dicembre        | Ve              | Sa              | Do              | Lu              | Ma              | Me              | Gi              | Ve              | Sa              | Do              | Lu              | Ma              | Me              | Gi              | Ve              | Sa              | Do              | Lu              | Ma              | Me              | Gi              | Ve              | Sa              | Do              | Lu              | Ma              | Me              | Gi              | Ve              | Sa              | Do              |                 |